# Estat islàmic
|  | Aquest article tracta sobre un tipus jurídic d'estat. Vegeu-ne altres significats a «Estat Islàmic (moviment islamista)». |

Un estat islàmic és un estat que ha adoptat l'islam, en concret la llei islàmica, com a fonament exclusiu de les institucions polítiques i que ha posat pràctica un sistema de govern similar al de l'antic califat, en el cas del sunnisme, o basant-se en l'imamat (poder dels imams), en el cas del xiisme. En general, aquests països reben el nom de "república islàmica".
Aquest tipus de govern es justifica per la noció islàmica del dar (en àrab دار), que a l'origen significa «casa» però que en aquest context significa «domini». Segons la jurisprudència islàmica, els musulmans es confronten amb dos tipus principals de dar, Dar al-Islam («domini de l'islam») i Dar al-Kufr («domini dels infidels»). Dar al-Islam es defineix com el domini en el qual: 
- Totes les lleis que regeixen la zona es basen en la jurisprudència islàmica.
- La seguretat està en mans dels musulmans.[cal citació]

Nogensmenys, les aplicacions precises d'aquestes nocions en la composició de l'Estat varien d'un país a l'altre, i d'un corrent de l'islam a un altre.

## Estats islàmics segons la seva constitució
| - Afganistan - Aràbia Saudita - Bahrain - Brunei - Iemen | - Iran - Mauritània - Oman - Pakistan |